# Acomys mullah
Acomys mullah är en däggdjursart som beskrevs av Thomas 1904. Acomys mullah ingår i släktet taggmöss och familjen råttdjur. IUCN kategoriserar arten globalt som livskraftig. Inga underarter finns listade.
Denna taggmus förekommer i östra Etiopien, södra Eritrea, Djibouti och norra Somalia. Den förekommer främst i låglandet. I bergstrakter når arten 1000 meter över havet. Habitatet utgörs av torra och ibland klippiga områden som är glest täckta av gräs och andra växter. Acomys mullah uppsöker även urbaniserade regioner. Den äter främst insekter.
Vuxna exemplar är 10,6 till 13,4 cm långa (huvud och bål) och har en 9,5 till 11,7 cm lång svans. Bakfötterna är 1,5 till 1,8 cm långa och öronen är 1,4 till 1,8 cm stora. Viktuppgifter saknas. Ovansidan är täckt av grå päls med flera taggar inblandade. Fram mot sidorna blir pälsen mer brunaktig och på undersidan förekommer vit päls. Antalet spenar hos honor är två par.
Acomys mullah är nattaktiv och den går främst på marken.